# インディアナ州副知事
インディアナ州副知事（Lieutenant Governor of Indiana）は、アメリカ合衆国インディアナ州の副知事。

## 一覧
| #    | 氏名                               | 就任           | 退任           | 政党       | 知事                          |
| ---- | ---------------------------------- | -------------- | -------------- | ---------- | ----------------------------- |
| 1    | クリストファー・ハリソン           | 1816年11月7日  | 1818年12月17日 | 民主共和党 | ジョナサン・ジェニングス      |
| 2    | ラトリフ・ボーン                   | 1819年12月8日  | 1822年9月12日  | 民主共和党 | ジョナサン・ジェニングス      |
| 3    | ラトリフ・ボーン                   | 1822年9月12日  | 1824年1月30日  | 民主共和党 | ウィリアム・ヘンドリックス    |
| 4    | ジョン・H・トンプソン              | 1824年1月30日  | 1828年12月3日  | 民主共和党 | ウィリアム・ヘンドリックス    |
| 5    | ミルトン・スタップ                 | 1828年12月3日  | 1831年12月7日  | 無所属     | ジェームズ・B・レイ           |
| 6    | デイヴィッド・ウォレス             | 1831年12月7日  | 1837年12月6日  | ホイッグ党 | ノア・ノーブル                |
| 7    | デイヴィッド・ヒリス               | 1837年12月6日  | 1840年12月9日  | ホイッグ党 | デイヴィッド・ウォレス        |
| 8    | サミュエル・ホール                 | 1840年12月9日  | 1843年12月6日  | ホイッグ党 | サミュエル・ビガー            |
| 9    | ジェシー・ブライト                 | 1843年12月6日  | 1845年12月6日  | 民主党     | ジェームズ・ウィットコム      |
| 10   | パリス・ダニング                   | 1846年12月9日  | 1848年12月26日 | 民主党     | ジェームズ・ウィットコム      |
| 11   | ジェームズ・ヘンリー・レイン       | 1849年12月5日  | 1853年1月10日  | 民主党     | ジョゼフ・A・ライト           |
| 12   | アシュベル・P・ウィラード          | 1853年1月10日  | 1857年1月12日  | 民主党     | ジョゼフ・A・ライト           |
| 13   | エイブラム・A・ハモンド            | 1857年1月12日  | 1860年10月3日  | 民主党     | アシュベル・P・ウィラード     |
| 14   | オリヴァー・モートン               | 1861年1月14日  | 1861年1月16日  | 共和党     | ヘンリー・スミス・レイン      |
| 代理 | ジョン・R・クレイヴンス            | 1861年1月16日  | 1863年10月9日  | 共和党     | オリヴァー・モートン          |
| 代理 | パリス・ダニング                   | 1863年10月9日  | 1865年1月16日  | 民主党     | オリヴァー・モートン          |
| 15   | コンラッド・ベイカー               | 1865年1月9日   | 1867年1月23日  | 共和党     | オリヴァー・モートン          |
| 16   | ウィリアム・カンバック             | 1869年1月11日  | 1873年1月13日  | 共和党     | コンラッド・ベイカー          |
| 17   | レオニダス・セクストン             | 1873年1月13日  | 1877年1月13日  | 共和党     | トーマス・A・ヘンドリックス   |
| 18   | アイザック・P・グレイ              | 1877年1月13日  | 1880年11月2日  | 民主党     | ジェームズ・D・ウィリアムズ   |
| 代理 | フレドリック・ヴィーチ             | 1880年11月20日 | 1881年1月8日   | 民主党     | アイザック・P・グレー         |
| 19   | トーマス・ハンナ                   | 1881年1月10日  | 1885年11月12日 | 共和党     | アルバート・G・ポーター       |
| 20   | マーロン・ディッカーソン・マンソン | 1885年1月12日  | 1886年8月3日   | 民主党     | アイザック・P・グレイ         |
| 21   | ロバート・S・ロバートソン          | 1887年1月10日  | 1889年1月13日  | 共和党     | アイザック・P・グレイ         |
| 代理 | アロンゾ・G・スミス                | 1886年11月8日  | 1889年1月14日  | 民主党     | アイザック・P・グレイ         |
| 22   | アイラ・ジョイ・チェイス           | 1889年1月14日  | 1891年11月24日 | 共和党     | アルヴィン・ハーヴィー        |
| 代理 | フランシス・M・グリフィス          | 1891年11月23日 | 1893年1月9日   | 共和党     | アイラ・ジョイ・チェイス      |
| 23   | モーティマー・ナイ                 | 1893年1月9日   | 1897年1月11日  | 民主党     | クロード・マシューズ          |
| 24   | ウィリアム・S・ハガード            | 1897年1月11日  | 1901年1月14日  | 共和党     | ジェームズ・マウント          |
| 25   | ニュートン・W・ギルバート          | 1901年1月14日  | 1905年1月9日   | 共和党     | ウィンフィールド・ダービン    |
| 26   | ヒュー・トーマス・ミラー           | 1905年1月9日   | 1909年1月11日  | 共和党     | フランク・ハンリー            |
| 27   | フランク・J・ホール                | 1909年1月11日  | 1913年1月13日  | 民主党     | トーマス・R・マーシャル       |
| 28   | ウィリアム・P・オニール            | 1913年1月13日  | 1917年1月8日   | 民主党     | サミュエル・M・ラルストン     |
| 29   | エドガー・D・ブッシュ              | 1917年1月8日   | 1921年1月10日  | 共和党     | ジェームズ・P・グッドリッチ   |
| 30   | エメット・フォレスト・ブランチ     | 1921年1月10日  | 1924年4月30日  | 共和党     | ウォーレン・T・マクレイ       |
| 代理 | ジェームズ・J・ネイドル            | 1924年4月30日  | 1925年1月12日  | 共和党     | ウォーレン・T・マクレイ       |
| 31   | F・ハロルド・ヴァン・オーマン      | 1925年1月12日  | 1929年1月14日  | 共和党     | エドワード・L・ジャクソン     |
| 32   | エドガー・D・ブッシュ              | 1929年1月14日  | 1933年1月9日   | 共和党     | ハリー・G・レスリー           |
| 33   | M・クリフォード・タウンゼンド      | 1933年1月9日   | 1937年1月11日  | 民主党     | ポール・V・マクナット         |
| 34   | ヘンリー・F・シュリッカー          | 1937年1月11日  | 1941年1月13日  | 民主党     | M・クリフォード・タウンゼンド |
| 35   | チャールズ・M・ドーソン            | 1941年1月13日  | 1945年1月8日   | 民主党     | ヘンリー・F・シュリッカー     |
| 36   | リチャード・T・ジェームズ          | 1945年1月8日   | 1948年1月10日  | 共和党     | ラルフ・F・ゲイツ             |
| 37   | ルー・J・アレクサンダー            | 1948年4月14日  | 1949年1月2日   | 共和党     | ヘンリー・F・シュリッカー     |
| 38   | ジョン・A・ワトキンス              | 1949年1月10日  | 1953年1月12日  | 民主党     | ヘンリー・F・シュリッカー     |
| 39   | ハロルド・W・ハンドリー            | 1953年1月12日  | 1957年1月14日  | 共和党     | ジョージ・N・クレイグ         |
| 40   | クロフォード・F・パーカー          | 1957年1月14日  | 1961年1月9日   | 共和党     | ハロルド・W・ハンドリー       |
| 41   | リチャード・O・リスティーン        | 1961年1月9日   | 1965年1月11日  | 共和党     | マシュー・E・ウェールズ       |
| 42   | ロバート・L・ロック                | 1965年1月11日  | 1969年1月13日  | 民主党     | ロジャー・D・ブラニギン       |
| 43   | リチャード・E・フォルツ            | 1969年1月13日  | 1973年1月8日   | 共和党     | エドガー・ウィットコム        |
| 44   | ロバート・D・オアー                | 1973年1月8日   | 1981年1月12日  | 共和党     | オーティス・R・ボウエン       |
| 45   | ジョン・マッズ                     | 1981年1月12日  | 1989年1月9日   | 共和党     | ロバート・D・オアー           |
| 46   | フランク・オバノン                 | 1989年1月9日   | 1997年1月13日  | 民主党     | エヴァン・バイ                |
| 47   | ジョー・E・カーナン                | 1997年1月13日  | 2003年9月13日  | 民主党     | フランク・オバノン            |
| 48   | キャシー・デイヴィス               | 2003年10月20日 | 2005年1月10日  | 民主党     | ジョー・E・カーナン           |
| 49   | ベッキー・スキルマン               | 2005年1月10日  | 2013年1月14日  | 共和党     | ミッチ・ダニエルズ            |
| 50   | スー・エルスパーマン               | 2013年1月14日  | 2016年3月2日   | 共和党     | マイク・ペンス                |
| 51   | エリック ・ ホルコム               | 2016年1月14日  | 2017年1月9日   | 共和党     | マイク・ペンス                |
| 52   | スザンヌ クラウチ                  | 2017年1月9日   | 現職           | 共和党     | エリック ・ ホルコム          |

## 伝記
- Funk, Arville (1969, revised 1983). A Sketchbook of Indiana History. Rochester, Indiana: Christian Book Press
- Gugin, Linda C. & St. Clair, James E, ed (2006). The Governors of Indiana. Indianapolis, Indiana: Indiana Historical Society Press. ISBN 0-87195-196-7
- “Lieutenant Governors”.   Indiana Historical Bureau. 2009年1月10日閲覧。
- Indiana Chamber (2007). Here's Your Indiana Government. Indiana Chamber of Commerce. ISBN 978-1-883698-79-9